# Société biométrique internationale
Pour les articles homonymes, voir IBS.
La Société biométrique internationale (International Biometric Society, IBS) est une société professionnelle et universitaire internationale visant à promouvoir le développement et l'application de la théorie et des méthodes de la statistique et des mathématiques dans les sciences biologiques,.

## Histoire
La société a été fondée le 6 septembre 1947 à l'occasion de la première Conférence biométrique internationale à Woods Hole, Massachusetts, aux États-Unis. Son premier président fut Ronald Aylmer Fisher et son premier secrétaire a été Chester Ittner Bliss.

## Publication
Elle publie la revue Biometrics (en), le Journal of Agricultural, Biological, and Environmental Statistics (JABES) conjointement avec la Société américaine de statistique, le bulletin d'information trimestriel Biometric Bulletin et le journal régional Biometrical Journal (en), anciennement Biometrische Zeitschrift,. Il parraine la Conférence biométrique internationale, qui a lieu tous les deux ans. La société est organisée en régions et groupes nationaux, qui tiennent leurs propres conférences.